# Томас Џеферсон Хог
Томас Џеферсон Хог (Стоктон, 24. мај 1792 — Лондон, 27. август 1862) био је британски баристер и књижевник, најпознатији по свом пријатељству са енглеским романтичарским књижевником Персијем Биш Шелијем. Хог је одрастао у Дараму, али је највећи део живота провео у Лондону. Шели и он спријатељили су се током студија на Оксфорду и остали блиски све до Шелијеве смрти. Током времена проведеног на Оксфорду, они су сарађивали на неколико књижевних пројеката, што је кулминирало њиховим избацивањем са универзитета након објављивања једне контроверзне расправе. Они су остали пријатељи, али је њихова веза повремено била напета због Хогове привлачности код жена које су биле у љубавној вези са Шелијем.
Хог је постао баристер и упознао Џејн Вилијамс, која се спријатељила са Шелијем кратко пре његове смрти. Џејн је постала Хогова ванбрачна супруга и они су имали двоје деце. Породица је живела у Лондону, иако је Хог због своје правне каријере често морао да путује далеко од куће.
Док су живели у Лондону, Хог се упознао са неколико познатих писаца и објавио пар својих књижевних дела. Током већег дела свог живота Хог је студирао грчку књижевност, па је у овом периоду објавио пар чланака на ту тему, међу којима су два нашла своје место у енциклопедији Британика. Већина фикције коју је написао није прошла толико запажено. Његово најпознатије књижевно дело било је Живот Персија Шелија (енгл. The Life of Percy Bysshe Shelley), незавршена биографија поменутог песника. Иако књига представља добро истражену и темељну слику Шелија као младића, била је критикована зато што га представља у негативном светлу.
Хог је био веома добро повезан са виговцима. Добио је задатак владине комисије за општинске корпорације и постао ревизни баристер. Његова правна каријера била је умерено успешна, али је често био фрустриран неуспехом у постизању циља да постане професор или судија. Упркос томе, он је успео да обезбеди своју породицу захваљујући приходима од своје правне каријере.

## Биографија

### Детињство и младост
Томас Џеферсон Хог био је најмлађе од шесторо деце Џона и Пруденције Хог. Име је добио по деди по оцу, док је средње име добио по презимену бабе по оцу. Џонов отац био је син богатог бизнисмена, док је Пруденцијин отац био велшки свештеник. Иако је Џон учио за баристера, он није имао прописну правну праксу. Уместо тога, он је своје време посветио управљању имањем и служећи као судски службеник. Породица је живела на џорџијанском имању познатом као Нортон Хаус, смештеном на око три километра од Стоктона.
Као младић, Томас Џеферсон је читао много књига, укључујући и Изгубљени рај, Тристама Шендија и Џонсонов живот. Хог је од свог оца научио грчки и латински. Сваког лета, породица би изнајмила кућу у Ситон Каруу, где је Хог често ловио, пецао рибе и јахао коња. Похађао је припремну школу у Ферибриџу четири године, пре него што је, са 12 година, уписао школу у Дараму, коју су такође његов отац и његов деда похађали.

### Оксфорд
Године 1810. Хог је уписао Оксфорд, универзитет на ком је и његов отац студирао. Ту је упознао и спријатељио се са Шелијем током октобра исте године. Хог и Шели су често разговарали о књижевности и метафизици, имали заједнички презир према религији и оксфордском друштву и били уједињени у уверењу о слободној љубави и слободном мишљењу. Иако се Шелијев отац у почетку бојао да би Хогове идеје могле да покваре његовог сина, он се уверио у супротно када је сазнао да је Хог потицао из угледне породице.
Хог и Шели су сарађивали на памфлету „лажне револуционарне” поезије крајем 1810. године који је носио назив Постхумни фрагменти Маргарет Николсон (енгл. Posthumous Fragments of Margaret Nicholson) који су приписали самој Николсоновој. Она је била ментално нестабилна праља која је 1786. године покушала да ножем избоде краља Џорџа III. Њих двојица су такође заједно написали роман Ленора (енгл. Lenora), али нису успели да пронађу издавача који би објавио тако субверзивно дело.
Почетком 1811. године Шели и Хог су објавили дело О неопходности атеизма (енгл. The Necessity of Atheism), које је разбеснело оксфордске власти. Иако је било објављено анонимно, сумња о ауторству овог дела је ускоро пала на њих двојицу. Они нису желели ни да признају ни да порекну да је то дело било њихово, па су због тога били избачени са универзитета.

### Јорк
Након што је напустио Оксфорд, Хог је био послат у Јорк на приправнички стаж. Тимоти Шели, Персијев отац, био је бесан када је чуо да су избачени са универзитета, али Џон Хог није био толико вољан да дисциплинује свог сина, нити да му забрани да настави пријатељство са Шелијем. Пруденција Хог, која је била евангелистички хришћанин, била је шокирана када је сазнала да је њен син промовисао атеизам. Она се додатно наљутила када је сазнала да је њен син постао вегетаријанац, а ову одлуку сматрала је Шелијевим лошим утицајем на њеног сина.
Хог је након тога нашао посао у једној адвокатској канцеларији у Јорку. Перси Шели је првобитно намеравао да га посети, али је променио своје планове током пролећа 1811. године, након што се заљубио у младу жену по имену Харијет Вестбрук. Шели је одувек био против институције брака, али му је било јако стало до Харијет и бојао се да ће га она оставити уколико се не венчају. Хог је више пута објашњавао Шелију да је брак представљао најбоље Харијетине намере. Шели је на крају био убеђен и побегао је са Харијет у Единбург.
Током јесени исте године Хог је посетио брачни пар у Единбургу, који је у великој мери уживао у животу. Хогу је убрзо Харијет постала веома привлачна и проводио доста времена са њом кад год је Шели морао да пише у самоћи. Хог је на крају рекао Харијет о својим осећањима, али га је она учтиво одбацила и почела да чита романе са моралним темама наглас у његовом присуству.
Након шест недеља проведених у Единбургу, Хог је морао да се врати у канцеларију у Јорку, а Шелијеви су одлучили да му се придруже и проведу неко време у том граду. Током октобра 1811. године, Шели је морао отпутује у Лондон како би посредовао у сукобу између његовог оца и ујака. Харијет је остала са Хогом, који је ускоро направио још неколико безуспешних романтичних покушаја да је заведе. Харијетина мајка је убрзо сазнала да је њена ћерка остала да живи сама са Хогом, па је послала Харијетину сестру да живи са њима. Након Шелијевог повратка, Харијет му се жалила како се Хог опходио према њој. Перси је био увређен, али је ипак остао у пријатељским односима са Хогом. Узнемирен забринутошћу коју су осећале његове цимерке, Перси је изненада одлучио да напусти Јорк заједно са Харијет и њеном сестром. Хог му је касније послао низ љутитих писама у којима се жалио на начин на који се Шели опходио према њему. Шели је у својим одговорима тврдио да и даље вреднује слободну љубав, али је морао да оде како би смирио Харијет. Хог и Шели су након тога разменили велики број емотивних писама током наредна два месеца, али су онда престали да комуницирају готово наредних годину дана.
Године 1811. Хог је написао авантуристички роман под називом Мемоари принца Алексеја Хајматофа. Објавио их је анонимно, уз тврдњу да је дело превео са латинског језика на захтев принца Хајматофа, а аутор оригиналног дела био је Џон Браун. Књига се није продавала баш добро, а каснији критичари су приметили сличност између Хајматофа, као књижевног јунака, и Персија Шелија. Шели је написао углавном позитивну рецензију књиге која је била објављена у часопису Критички преглед током 1814. године, али је критиковао аутора због промовисања „промискуитетне банбрачне заједнице”, очигледно прикривену напомену Хоговим покушајима да заведе Харијет.

### Студије права
Хог се, на пролеће 1812. године, преселио из Јорка у Лондон како би студирао права. Покушао је да прикрије своје политичке ставове од другова из разреда и проводио доста времена учећи права и читајући грчку књижевност. Следеће, 1813. године, Хог се помирио са Шелијевима након што су га они посетили у Лондону. Они су остали у контакту пошто је пар наставио своје путовање преко Велса до Ирске. Априла 1814. године Хог је отишао у Ирску с намером да развесели Шелија који се у писмима жалио да живи у сиромаштву. Шелијеви нису примили последње Хогово писмо које је послао пре поласка за Ирску па су напустили Даблин пре него што је он стигао. У немогућности да их пронађе, вратио се кући. Ипак, Шели је убрзо дошао у Лондон па су се ту срели.
У лето 1814. године, Хог се први пут срео са Мери Вулстонкрафт Годвин приликом посете Вилијаму Годвину са Шелијем. Ускоро је Хог чуо да је Шели напустио Харијет и да је побегао са Мери у континентални део Европе. Они су се вратили касније те године и Хог је поново био представљен Мери новембра 1814. године. Иако је у почетку била хладна према њему, Мери је убрзо почела да ужива у његовим све чешћим посетама. Хогу је убрзо Мери постала веома атрактивна, а када је Перси сазнао за његова осећања према Мери, он је њих двоје охрабривао да имају аферу, која би била експресија слободне љубави. Мери је такође вредновала слободну љубав и у почетку је била заинтересована за ту идеју, док није сазнала да је трудна.
Шелијеви су се лета 1815. године преселили у Виндзор, где их је Хог посећивао кад год му је посао то дозвољавао. Они су отпутовали за континенталну Европу поново маја 1816. године, а Хог је наставио своје посете њима након њиховог повратка, али им није више био толико близак као некад. Ово је делимично било због његове непријатности са Мери, која је била преокупирана својим напорима да заврши Франкенштајна. Перси и Хог су ипак успели да убеде Мери да оде са њима на оперу у неколико наврата.
Перси је убрзо одлучио да напусти Енглеску и отпутује у Италију, с намером да побољша своје здравље, упркос Хоговим напорима да га одврати у тој намери. Шели је често позивао Хога да се придружи њему и Мери у Италији, али он то никада није учинио.
Џону и Пруденцији Хог било је драго кад су чули да су Шелијеви напустили Енглеску, надајући се да ће њихов син постати конзервативнији у Шелијевом одсуству. Они су били разочарани његовим континуираним одбацивањем њихових тористичких политичких ставова, али је он ишао са њима у цркву током његових посета њима и није више био вегетаријанац. Они су такође били забринути због Хогове сарадње са радикалним издавачем Лијем Хантом и његовим кругом пријатеља. Посредством Ханта, Хог је упознао неколико чланова лондонских књижевних кругова, укључујући Томаса Лава Пикока, Чарлса Ламба и Валтера Кулсона. Хог је такође упознао Џона Китса, који му је дао копију своје прве збирке песама.
Хог је 1817. године позван у адвокатску комору и понуђен му је посао адвоката у Нортамберланду и Дараму. Он је у том периоду често посећивао своју породицу, са којом је тада био у добрим односима. Његова резервисана личност показала се као препрека за његову каријеру, па је остао завистан од финансијске помоћи свог оца. Наставио је да студира грчки, и један чланак о Апулеју који је он написао објављен је у трећем издању часописа Либерал 1822. године. Рад који је послао за четврто издање часописа био је одбијен, што је изазвало његов презир према уредницима.

### Џејн Вилијамс
Године 1823. Хог је упознао Џејн Вилијамс када је њих двоје било у посети Шелијевом пријатељу Џону Гизборну, супруга Марије Гизборн. Џејн и њен невенчани супруг Едвард Елеркер Вилијамс били су Шелијеви цимери непосредно пре његове смрти. Едвард Вилијамс и Шели погинули су током несреће на броду, остављајући Џејн саму са двоје мале деце. Хог се убрзо веома заљубио у њу. Они су се редовно виђали у домаћинству Гизборнових током јесени и ране зиме 1823. године. Децембра те године он се вратио у Северну Енглеску да би посетио своју породицу. Док је био тамо, почео је редовно да пише Џејн. Идућег пролећа он ју је стално посећивао у кући њене мајке и они су често дуго шетали заједно. Марта месеца исте године она се иселила из мајчине куће и купила себи кућу, што јој је омогућило да се још чешће виђа са Хогом.
Џејн је још увек била у браку. Стога је Хог ризиковао да изазове гнев своје породице ако настави везу са њом. Пар је у почетку био веома дискретан, па је чак и најближим пријатељима порицао да је имао љубавну везу. Ситуација је била олакшана смрћу Хоговог оца крајем 1823. године; наследство које је Хог добио осигурало је његову финансијску стабилност.
Током 1825. године Хог је, у пратњи свог брата Џона, отпутовао у континенталну Европу. Џејн га је охрабривала да оде на тај пут, верујући да ће то бити тест његове привржености њој. Он се у Енглеску вратио фебруара 1826. године. Иако је Хог уживао у путовању, недостајало му је читање грчке књижевности и енглеских новина. Писања новинару која су објављена током 1827. године под насловом Двеста девет дана (енгл. Two Hundred and Nine Days) заузело је већи део његовог времена током путовања. Често је нападао католичку цркву и званичне обичаје у свом дневнику, али је често имао позитивна запажања о начину живота многих обичних људи које је сретао током путовања. За време путовања Хог је још једном посетио Шелијев гроб у Италији.

### Деца
Џејн је остала трудна током пролећа 1827. године и преселила се код Хога. Она је тада постала позната као госпођа Хог, па се Хог у том периоду посветио одгајању своје двоје деце.
Неколико људи из Лондона, сем њихових најближих пријатеља, знало је да овај пар није венчан. Хогова породица начула је гласине да он планира да се ожени и била је заинтересована да упозна будућу снају. Они су били шокирани када су чули његове планове о животу са Џејн. Његова мајка није била вољна да у своје кругове пријатеља Џејн представи као госпођу Хог, што је резултовало тиме да их она никада не посети. Хог није посетио своју породичну кућу чак седам година од дана откад их је обавестио о својој вези са Џејн. Гласине о његовој вези са Џејн прошириле су се Дарамом, па је Хог неко време престао да се бави правом како би спречио штету свом угледу. Неколико њихових пријатеља подржавало је њихову везу. Мери Шели је у некој мери одобравала њихову везу, упркос томе што је неко време била љубоморна на време које је Хог проводио са Џејн.
Њихово прво дете, Мери Пруденција Хог, била је рођена новембра 1827. године. Њени родитељи трудили су се колико год су могли да не шире вест о њеном рођењу, због тога што је она рођена убрзо након што су они започели своју ванбрачну заједницу. Мери Пруденција умрла је маја 1829. године. Џејн је седам година касније, 1836. године, донела на свет њихово другу ћерку, а Мери Шели је изабрана за њену куму. Хогово пријатељство са Мери Шели било је прекинуто неколико година касније, међутим, када је она поново објавила Шелијеву Краљицу Маб (енгл. Queen Mab) 1839. године, Хог ју је прекорио због изостављања његове раније посвете Харијет Шели, па они нису комуницирали још наредних неколико година.

### Правна каријера
Хог је наставио да студира грчку књижевност и успео да објави неколико својих студија о Грцима у радикалном часопису Квартални преглед. Он је ту прилику искористио да критикује поступање Грка у тористичком издању часописа. Овај чланак изазвао је неке контроверзе међу Хоговим конзервативним правним колегама.
С обзиром да је напредак његове каријере као правника био ометен браком са Џејн, Хог се надао да ће моћи да нађе посао уз помоћ својих политички повезаних познаника. То није била непосредна опција, с обзиром да су виговци у том периоду били опозиција, али је током лета 1827. године Хенри Бруем обећао Хогу позицију професора цивилног права на новоотвореном Универзитетском Колеџу у Лондону. Хог је убрзо почео да се спрема за овај посао, али професура није била оформљена због недостатка средстава. Овај застој узнемирио је Хога у великој мери, па је он постао веома огорчен због тога. Предавање које је био спремио за своју инаугурацију објавио је током 1831. године.
Хог се такође надао да ће његов пријатељ Томас Лав Пикок, који је радио за компанију Источна Индија (енгл. East India Company), препоручити за посао у њој. Хог је био изненађен пошто му Пикок није помогао око посла, али се Томас искупио неколико година касније када је Хоговог сина запослио у поменутој компанији.
Хог је 1833. године објавио Шелија на Оксфорду, извештај о његовим сећањима на Шелија у Новом месечном часопису. Чланак је у великој мери измењен након подношења, што је Хога доста изнервирало. Редиговање је, међутим, било доста успешно, па су многи критичари били импресионирани тим крајњим продуктом. Он је такође доприносио и Единбуршком часопису. Један од његових значајних чланака у поменутом часопису био је преглед првог тома дела Römische Geschichte аутора Бартолда Георга Нијебура. Уредник Единбуршког часописа, Маквеј Напијер, изабрао је другог писца за преглед другог тома поменутог романа што је код Хога изазвало револт.
Хенри Бруем постао је лорд канцелар Уједињеног Краљевства након виговске победе на изборима. Године 1833, он је Хогу обезбедио уносно место члана краљевске комисије за испитивање општинских корпорација. Хог је убрзо постао жесток критичар Закона о општинским корпорацијама; он је преферирао промишљенији мање идеолошки приступ за разлику од већине својих колега, чланова комисије, па су га због тога многи сматрали необично конзервативним виговцем. Његов посао у комисији захтевао је од њега да често буде далеко од куће током дужих временских периода, што се показало као веома тешко за Џејн. Она је знала да је Хог могао да је напусти у било ком тренутку пошто нису били законски венчани. Након што је добио овај посао, Хог је коначно, после седам година, посетио имање своје породице, али његова породица није била променила мишљење о његовом односу са Џејн.
Након што се његова служба у комисији завршила, Хог је наставио да се бави адвокатуром у Северној Енглеској, где је његов брат Џон такође недавно почео да ради. Џон је ускоро био увређен од стране свог брата, противећи се Хоговим покушајима да искористи породичне везе како би унапредио своју каријеру.
Хог је 1838. године заузео позицију баристера за грофовије Нортамберленд и Берик. Овај посао је од њега захтевао да два пута годишње путује у Северну Енгелску, на шта се Џејн много пута жалила, али је Хог уживао да посећује север. Он се надао да ће му његова правна служба обезбедити посао судије, али је ипак морао да се разочара.
Године 1841, Хог је написао Неке успомене из детињства (енгл. Some Recollections of Childhood), историјски роман чија је радња смештена у Лондону у време норманског освајања Енглеске. Он је поглавља овог романа објављивао у наставцима у Месечној хроници Едварда Булвера. Роман није примио најпозитивније критике, с обзиром да су се критичари жалили на дискурзивну природу романа и на лош развој ликова; Вилијам Мејкпис Текери објавио је посебно оштру критику. Без обзира на то, Хог је стекао звање научника из области грчке књижевности, па се чак неколико његових радова нашло у енциклопедији Британици; он је био аутор одредница „Алфабет” и „Антиквитети” у седмом издању поменуте енциклопедије.

### Породични сукоби
Године 1843. Хог је постао мета покушаја уцене од стране Џона Едварда Џонсона, Џејниног супруга. Џон је новинару Бернарду Грегорију доставио податке Џејниног брачног статуса. Грегори је ускоро објавио извештај о њој у листу Сатиричар, али је притом направио круцијалну грешку. Он је тврдио да је супруга Џејмса Хога, члана парламента за Беверли, била законски удата за другог човека, наводећи Џејмса да покрене тужбу за клевету против њега. Џонсон се убрзо разочарао када је увидео грешку. Грегори је био осуђен за клевету и служио је кратку затворску казну. Након што је био ослобођен, он је припремио корекцију коју је намеравао да објави, која би могла да угрози Хогову правну каријеру. Хог је апеловао на Лија Ханта, који је успео да убеди Грегорија да не објави корекцију. Џон Едвард Џонсон је умро 1840. године, што је омогућило Џејн да никада више неће моћи да буде уцењивана због њеног брачног статуса. Иако су Хог и Џејн сада могли да се званично венчају, они су одлучили да то не учине како би избегли откривање њихове ситуације.
Хогова мајка Пруденција умрла је 1839. године. Према завештању његовог оца, након смрти мајке Хог је могао да купи удео свога брата у имању, али је он одлучио да то не учини због потенцијалних трошкова одржавања куће и због одбојности са којом би Џејн могла да се суочи тамо. Уместо тога, он је свом брату дозволио да купи његов удео у кући, а та одлука довела је до конфликта међу браћом у погледу цене и времена продаје. Они су на крају разрешили детаље, а њихов однос постао је пријатнији када је продаја била завршена.
Хог је са својом породицом касније живео углавном мирним и стабилним животом. Једно време су њихове финансије постале нестабилне, али су ипак могли да приуште кувара и собарицу. Хог је уживао да проводи своје време са децом и посебну пажњу посветио је њиховом образовању. Своју ћерку је научио грчки и латински, али ју је обесхрабривао да постане „учена жена”. Хог је такође покушавао да убеди Џејн да студира грчки, али је био неуспешан у својим покушајима. Хенри Кливленд, Џејнин рођак, доселио се код њих након што је одслужио војску, а Хог га је прихватио као члана породице. Баштованство је одувек био један од Хогових хобија, па је своје позне године углавном проводио у одржавању своје баште заједно са Џејн.
Породични мир био је прекинут када је Хогова пасторка Џејн Розалинд ушла у љубавну везу са Хенријем Хантом, сином Лија Ханта. Хант није имао никакве изгледе да нађе посао, што је довело до тога да Томас и Џејн почну да сумњају колико је та веза паметна. Хог је био веома нежан док је разговарао са својом пасторком, надајући се да ће избећи опхођење према њој какво је имао Тимоти Шели према његовом другу Персију Шелију годинама раније, али је Мери Шели мислила да је Хог заузео веома пасиван став. Томас и Џејн су одлучили да Џејн Розалинд пошаљу у Француску, што је био неуспели покушај да је одврате од њене намере, коју је убрзо испунила, вративши се из Француске и удавши се за Ханта.

### Живот Персија Биш Шелија
Године 1857, Перси Флоренс Шели, једино живо песниково дете, замолио је Хога да напише биографију његовог оца који је умро пре више од 30 година. Шелијеви су Хога снабдели бројним Шелијевим документима које би користио у свом истраживању.
Прва два тома Живота Персија Биш Шелија (енгл. The Life of Percy Bysshe Shelley) била су објављена 1858. године, али су била слабо примљена од стране критичара. Биографија није била у тој мери ревидирана као његов претходни чланак, а многи су сматрали да не садржи увид у Шелијев живот и његове стваралачке подухвате током оксфордских дана. Пријем књиге ипак није био универзално негативан, с обзиром да су неки Шелијеви пријатељи заиста уживали читајући је. Шелијеви су били веома узнемирени због начина на који је Шели био приказан; они су захтевали од Хога да врати сва документа која су му дали и добили су судски налог којим су му забранили да објављује било какве даље радове на ту тему. Хог је започео и трећи том биографије, али га из поменутих разлога никада није завршио.

### Смрт
Током каснијег периода живота Хог је боловао од гихта, који га је приморао да смањи многе своје активности. Умро је у сну 1862. године, у доби од 70 година. Његов брат Џон написао је веома позитивну читуљу за часопис Џентлмен.
Хог је за собом оставио имање вредно £17.000 (еквиваленто £1,43 милиона у 2016), од чега је већина припала његовој ћерки, али је и Џејн имала свој удео. Хог је брату завештао своју колекцију књига. Његовим сестрама, које су до тада биле веома богате, оставио је само симболичне износе. Хог је сахрањен на Хензал Грин гробљу, где је Џејн такође сахрањена поред њега 22 године касније.